# Route B1 (Namibie)
Pour les articles homonymes, voir Route B1.
La route nationale B1 est une route nationale de Namibie. C'est la plus longue et la plus importante du pays, traversant le pays du sud au nord. Elle relie Noordoewer, au sud, à la frontière sud-africaine, à Oshikango, au nord, à la frontière angolaise, via Windhoek, la capitale namibienne.
La route se compose de deux sections discontinues : une section sud de 802 kilomètres reliant Noordoewer à Windhoek, et une section nord de 665 kilomètres reliant Okahandja à Oshikango. La section centrale de 74 kilomètres entre Windhoek et Okahandja, qui faisait auparavant partie de la B1, a été modernisée au standard autoroutier à partir des années 1970 et jusqu'en 2022, et les sections d'autoroute portent désormais la désignation A1.
L'intégralité de la B1, ainsi que l'ancien tronçon de B1, désormais désigné A1, fait partie de la route Transafricaine 3. Le tronçon entre Okahandja et Otavi fait partie de la route de développement Walvis Bay-Ndola-Lubumbashi, et l'ancien tronçon de la B1, désormais désigné A1, reliant Okahandja à Windhoek, fait partie du Trans-Kalahari Corridor (en).

## Tracé
Les villes importantes traversées par la B1 dans le sens nord-sud comprennent Oshikango, Ondangwa, Tsumeb, Otavi, Otjiwarongo, Okahandja, Windhoek, Rehoboth, Mariental, Keetmanshoop et Noordoewer.

### Section Sud: de Noordoewer à Windhoek
La B1 débute à la frontière sud-africaine, au niveau d'un pont sur le fleuve Orange, près de la ville de Noordoewer, dans le prolongement de la route nationale sud-africaine N7. Elle se dirige vers le nord jusqu'à Grünau, où elle rejoint la B3 en provenance de Karasburg (et Upington en continuant sur la route nationale sud-africaine N10) et la ligne ferroviaire Nakop-Windhoek. De là, elle continue vers le nord jusqu'à la ville de Keetmanshoop ; à la périphérie sud, elle croise, par un rond-point, la B4 en direction de Lüderitz.

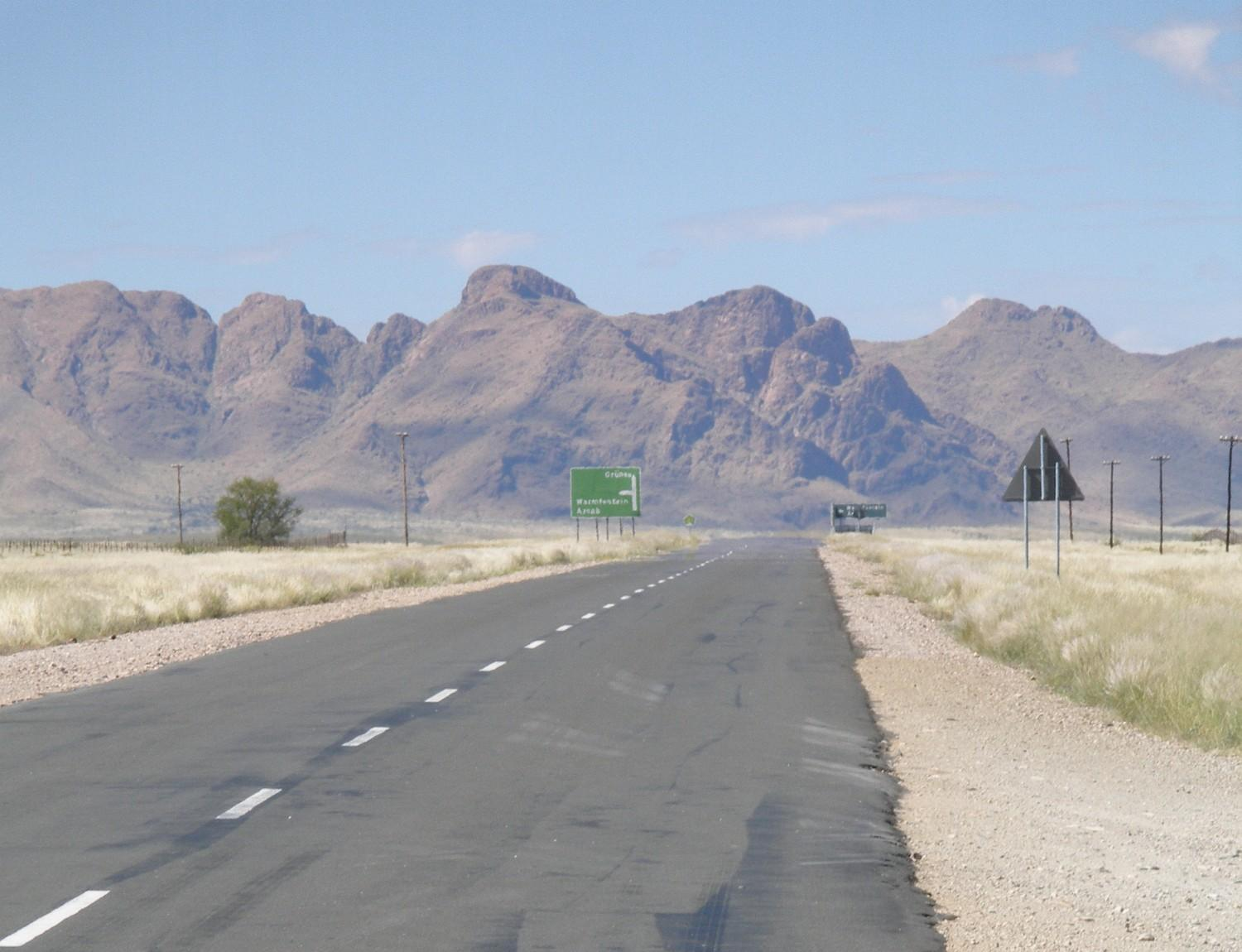
La B1 au Sud entre Keetmanshoop et Grünau.

De Keetmanshoop, la route continue vers le nord le long des franges occidentales du désert du Kalahari, passant par Mariental, Kalkrand puis Rehoboth. Elle traverse ensuite une région montagneuse et débouche dans la banlieue sud de Windhoek, la capitale de la Namibie, près de l'aéroport d'Eros.

### Section centrale: de Windhoek à Okahandja
La majeure partie de la section de 74 kilomètres entre Windhoek et Okahandja a été modernisée au standard voie rapide (en commençant par une rocade ouest de Windhoek construite dans les années 1970), et depuis avril 2017, les sections d'autoroute ont été rebaptisées par la Roads Authority Namibia sous le nom d'A1. Les sections restantes de la B1 juste au sud d'Okahandja ont été modernisées au standard d'autoroute en 2024.À Okahandja, elle rencontre la B2, qui la connecte à Walvis Bay.

### Section Nord: d'Okahandja à Oshikango

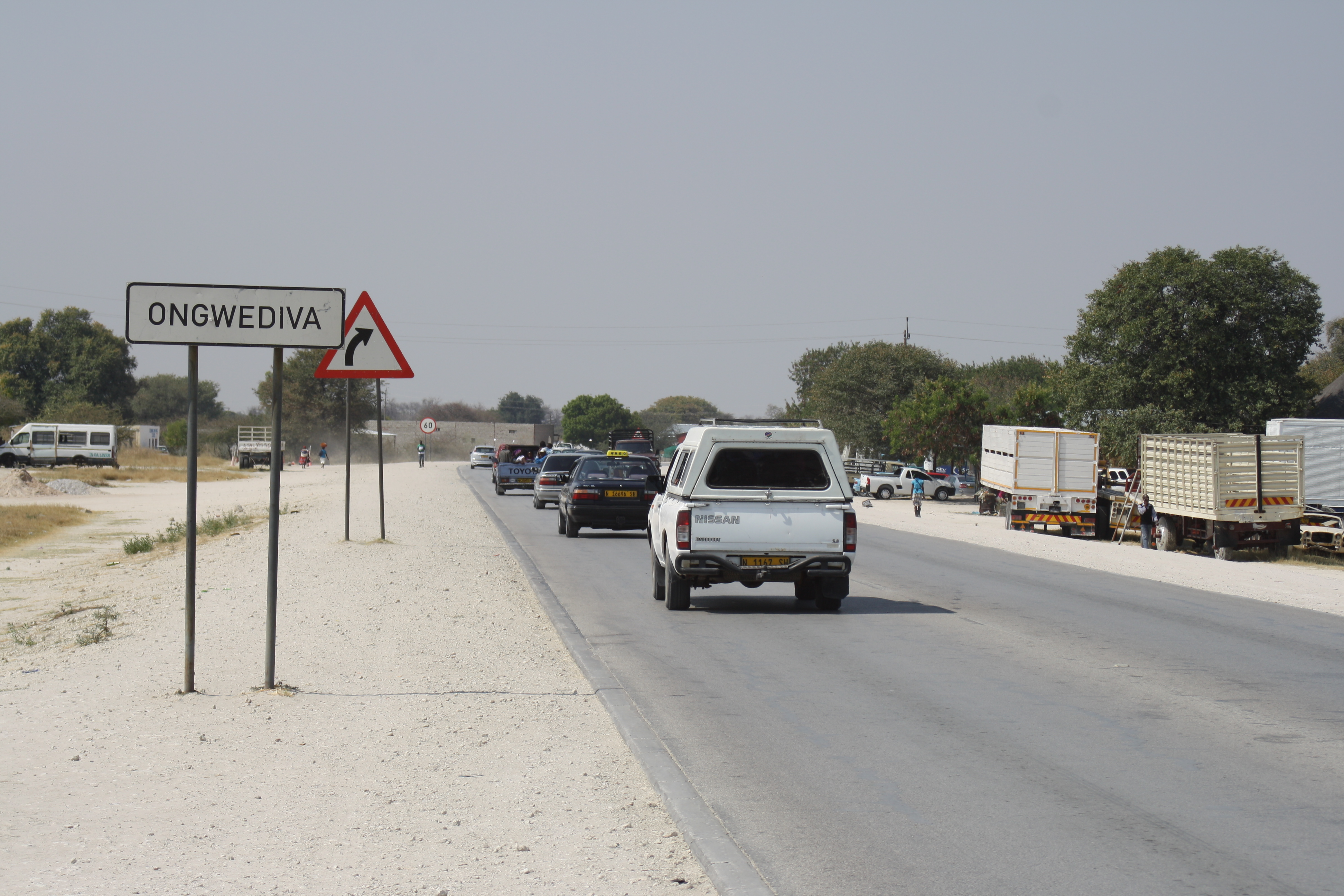
La B1 près d'Ongwediva, dans la région d'Oshana.

Depuis Okahandja, la B1 reprend sa route vers le nord sur environ 175 kilomètres  jusqu'à Otjiwarongo ; ce tronçon est considéré comme l'une des routes les plus meurtrières de Namibie, avec un taux de mortalité élevé. Depuis Otjiwarongo, la B1 se dirige plus vers le nord-est pour éviter le parc national d'Etosha, passant par Otavi (où la B8 permet d'accéder à la bande de Caprivi et à la frontière avec la Zambie) avant d'atteindre Tsumeb.
À Tsumeb, la route effectue un virage serré vers le nord-ouest à l'intersection avec la B15 et longe le bassin d'Etosha pour atteindre Oshivelo (où elle franchit la ligne rouge, symbolisée par un point de contrôle), puis Ondangwa, d'où elle reprend sa route vers le nord et se dirige vers Oshikango. À Oshikango, la route traverse la frontière angolaise et devient la route nationale EN 120.